# Сан-Мігель-дас-Місойнс
28°32′56.68″ пд. ш. 54°33′21.2″ зх. д. / 28.5490778° пд. ш. 54.555889° зх. д.

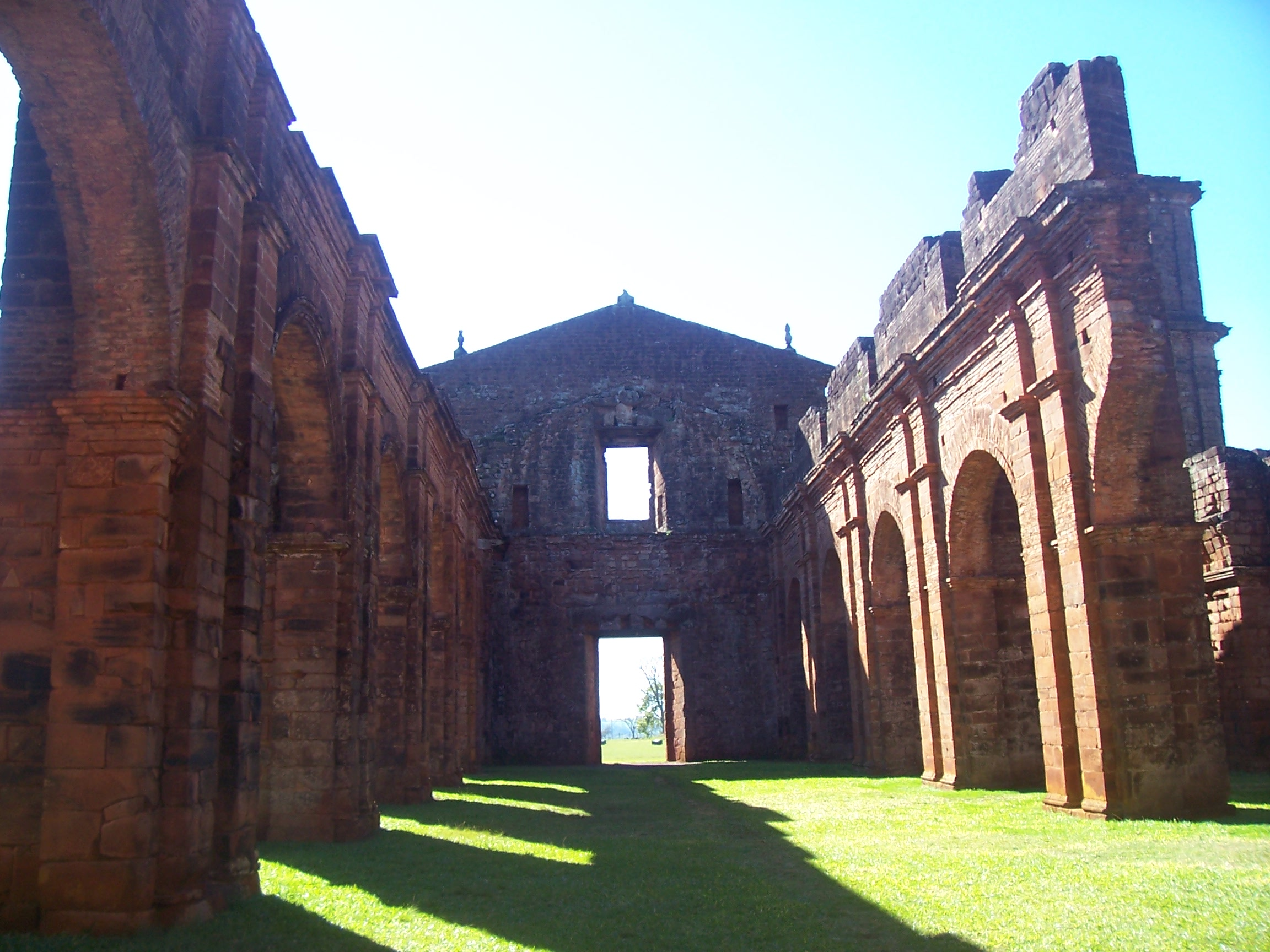
Усередині церкви місії Сан-Мігель-дас-Міссоніс

Сан-Мігель-дас-Місойнс (португальською: «Св. Михайла місія»), (порт. São Miguel das Missões) — історична місія (поселення) отців-єзуїтів на честь Св. Михаїла на теренах Південної Америки, що їх заселяли індіанці племен Ґуарані. У минулому, одна з багатьох єзуїтських редукціях. Занесена до Всесвітньої спадщини ЮНЕСКО з 1983 року, знаходиться в невеликому місті Сан-Мігель-дас-Місойнс на північно-заході штату Ріо-Гранде-ду-Сул в південній частині Бразилії.
Також місія відома як Сан-Мігель-Арканжу (São Miguel Arcanjo) та під її іспанською назвою Сан-Міґель (San Miguel).
Незважаючи на спроби єзуїтів запобігти захопленню індіанців в рабство, іспанські та португальські колоністи з часом підкорили цб територію, і місію була залишена.
Єзуїти-місіонери заснували місію в XVII столітті в рамках стратегії навернення індіанців ґуарані в християнство і захисту їх від португальських работоргівців, відомих як бандейранти.
Місія була заснована єзуїтами 1632 року поряд з індіанським поселенням Ітайасеко (Itaiaceco), 1683 року була перенесена на нинішнє місце, у той час населення місії становило приблизно 4000 християнізовані індіанців. У 1735–1745 роках будується барочна церква за проектом архітектора-єзуїта Джен Баттіста Прімола, робота над інтер'єром закінчують в 1750 році. 1760 року, під час штурму колоніальних військ, собор істотно страждає від пожежі.
За Мадридської угоди 1750 року дана територія була передана від Іспанії, португальцям. Єзуїтам було наказано покинути поселення. Після відмови єзуїтів і ґуарані покинути місію, проти них були застосовані сили португальсько-іспанської армії, спрямованої для встановлення нових кордонів між двома колоніальними державами. У 1754 єзуїти підкорилися португало-іспанській владі, але ґуарані продовжували опір. У 1756 році армія захопила території 7 непідкорившихся місій.
У прилеглому місті Санту-Анжелу був побудований (1929–1971) собор (Catedral Angelopolitana), що повторює вигляд зруйнованого собору місії.
1940 року відкрито музей місії по проекту Лусіо Коста, архітектора, який пізніше працював над містом Бразиліа. У музеї виставлено безліч дерев'яних скульптурних зображень святих, зроблених індійцями та єзуїтами, деякі з них перевищують 2 метри у висоту.
Руїни Сан-Мігель-дас-Місойнс знаходяться під захистом ЮНЕСКО з 1983 року разом з ще чотирма подібними пам'ятниками на території Аргентини і Бразилії.
Фільм «Місія» художньо переказує історію вигнання єзуїтів і руйнування місії.